# LOVE LIFE (映画)
『LOVE LIFE』（ラブ ライフ）は、2022年9月9日に公開された日本映画。監督は深田晃司、主演は木村文乃。矢野顕子が発表したアルバム「LOVE LIFE」に収録されている同名タイトルの楽曲をモチーフとする。名古屋テレビ放送60周年記念作品。
幸せな結婚生活を送っていた女性が、突如として訪れた悲しい出来事を機に、自分の本当の気持ちと人生に向き合う姿を描く人間ドラマ。構想から完成までに18年を費やしており、本作の公開に際して矢野は「楽曲の“LOVE LIFE”に大きな風景を見せてくださって、ありがとうございました」と感謝を述べている。

## キャスト
- 大沢妙子：木村文乃
- 大沢二郎：永山絢斗[4]
- パク・シンジ：砂田アトム[4]
- 山崎理佐：山崎紘菜[4]
- 敬太：嶋田鉄太[5][6]
- 近藤洋子：三戸なつめ[7]
- 大槻治：東景一朗[8]
- 梶原：長田真英[8]
- 富山文子：福永朱梨[7]
- 浦山佳樹[8]
- 坪井義博：緒形敦[8]
- ラジオDJ：森崎ウィン（声の出演）[7]
- 大沢明恵：神野三鈴[4]
- 大沢誠：田口トモロヲ[4]

## スタッフ
- 監督・脚本・編集：深田晃司[5][6]
- 主題歌：矢野顕子「LOVE LIFE」（ソニー・ミュージックレーベルズ）
- 製作：狩野隆也、大山義人、アンヌ・ペルノ、村上正樹、細野義朗、蓮見智威[8]
- 企画：深田晃司、亀田裕子[8]
- エグゼクティブ・プロデューサー：松岡雄浩、大山義人、澤田正道[8]
- プロデューサー：服部保彦、澤田正道、亀田裕子[8]
- アソシエイト・プロデューサー：松岡達矢、加藤優、アントワーヌ・ジューヴ[8]
- 撮影：山本英夫（J.S.C.）[5][6][8]
- 照明：小野晃[8]
- 美術：渡辺大智[5][6][8]
- 装飾：大和昌樹[8]
- 録音：加唐学[8]
- 音楽 / サウンド・ミキサー：オリビエ・グワナー[5][8]
- 編集：シルヴィー・ラジェ[5][8]
- サウンド・デザイナー：ニコラ・モロー
- サウンド・エディター：ロマン・カディラック
- ヘアメイク：菅原美和子[8]
- スタイリスト：キクチハナカ[8]
- キャスティングディレクター：杉山麻衣[8]
- 助監督：鹿川裕史[8]
- 助成：文化庁文化芸術振興費補助金（映画創造活動支援事業）独立行政法人日本芸術文化振興会
- 配給：エレファントハウス[4][5][6]
- 宣伝：S・D・P
- 制作プロダクション：MAM FILM、COMME DES CINÉMAS[6]
- 製作：映画「LOVE LIFE」製作委員会（メ〜テレ、CHIPANGU、朝日新聞社、S・D・P、エレファントハウス、ロータス・ワイズ・パートナーズ、COMME DES CINÉMAS）[4][6]

## 出品
- 第79回ヴェネツィア国際映画祭 - コンペティション部門[2]
- 第47回トロント国際映画祭 - コンテンポラリー・ワールド・シネマ部門[9]